# Амур (телерадиокомпания)
Государственная телевизионная и радиовещательная компания «Амур» (ГТРК «Амур») — филиал ФГУП «ВГТРК» в Амурской области.

## История
В 1927 в Амурской области появилась первая радиопередача. А в 1962 году начала вести свои передачи «Амурская студия телевидения», с 1968 года ретранслируется 1-я программа Центрального телевидения, с 1982 года ведёт передачи в цвете. С 30 сентября 1976 года в области идут передачи по двум программам. В 1992 году Комитет по телевидению и радиовещанию при Амурском облисполкоме был ликвидирован, а на его базе была создана Государственная телевизионная и радиовещательная компания «Амур», с 2002 года — федеральное государственное унитарное предприятие, 20 декабря 2006 года — ликвидировано, на его базе создан одноимённый филиал ФГУП «Всероссийская государственная телевизионная и радиовещательная компания». С 2007 года ГТРК «Амур» транслировалось не только на аналоговом, но и на спутниковом телевидении. В 2017 году программы ГТРК "Амур" стали доступны зрителям первого цифрового мультиплекса.

## Телепередачи
Программы, выходящие на телеканале «Россия-1»:
- «Вести - Амурская область»
- «Утро России. Амурская область»
- «Местное время. Суббота»
- «Местное время. Воскресенье»

Программы, выходящие на телеканале «Россия-24»:
- «Вести - Амурская область»
- «Погода 24»
- «Мобильный репортёр»
- «Специальный репортаж»

## Теле- и радиоканалы
- Россия-1 Благовещенск
- Россия-24 Благовещенск
- Радио России Благовещенск